# Dodge Fast Four
Dodge Fast Four – samochód osobowy produkowany pod amerykańską marką Dodge w latach 1927–1928. Samochód oferowano w dwóch seriach modelowych przypadających na określony rok produkcji.

## Galeria

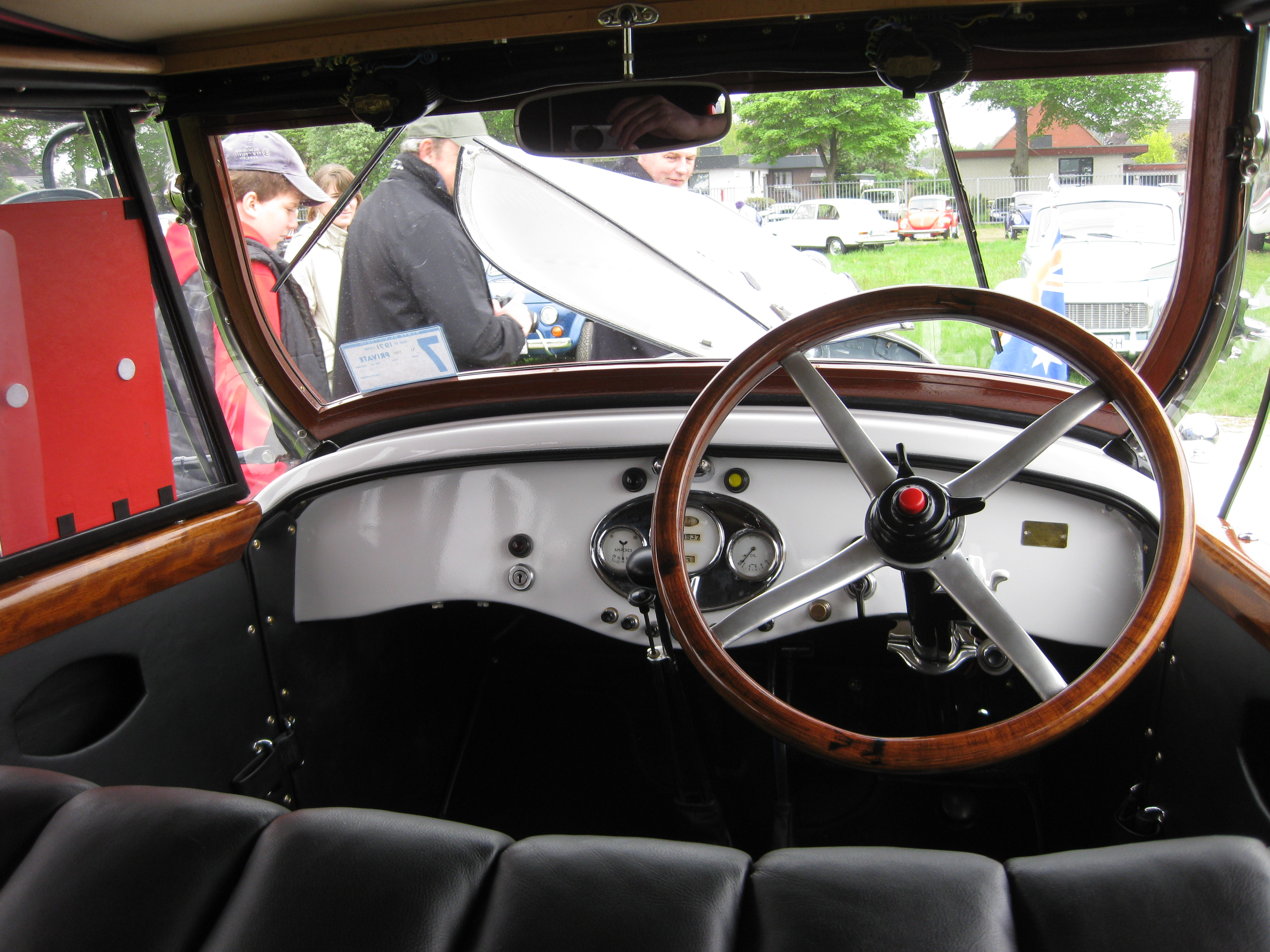
Dodge Fast Four - wnętrze
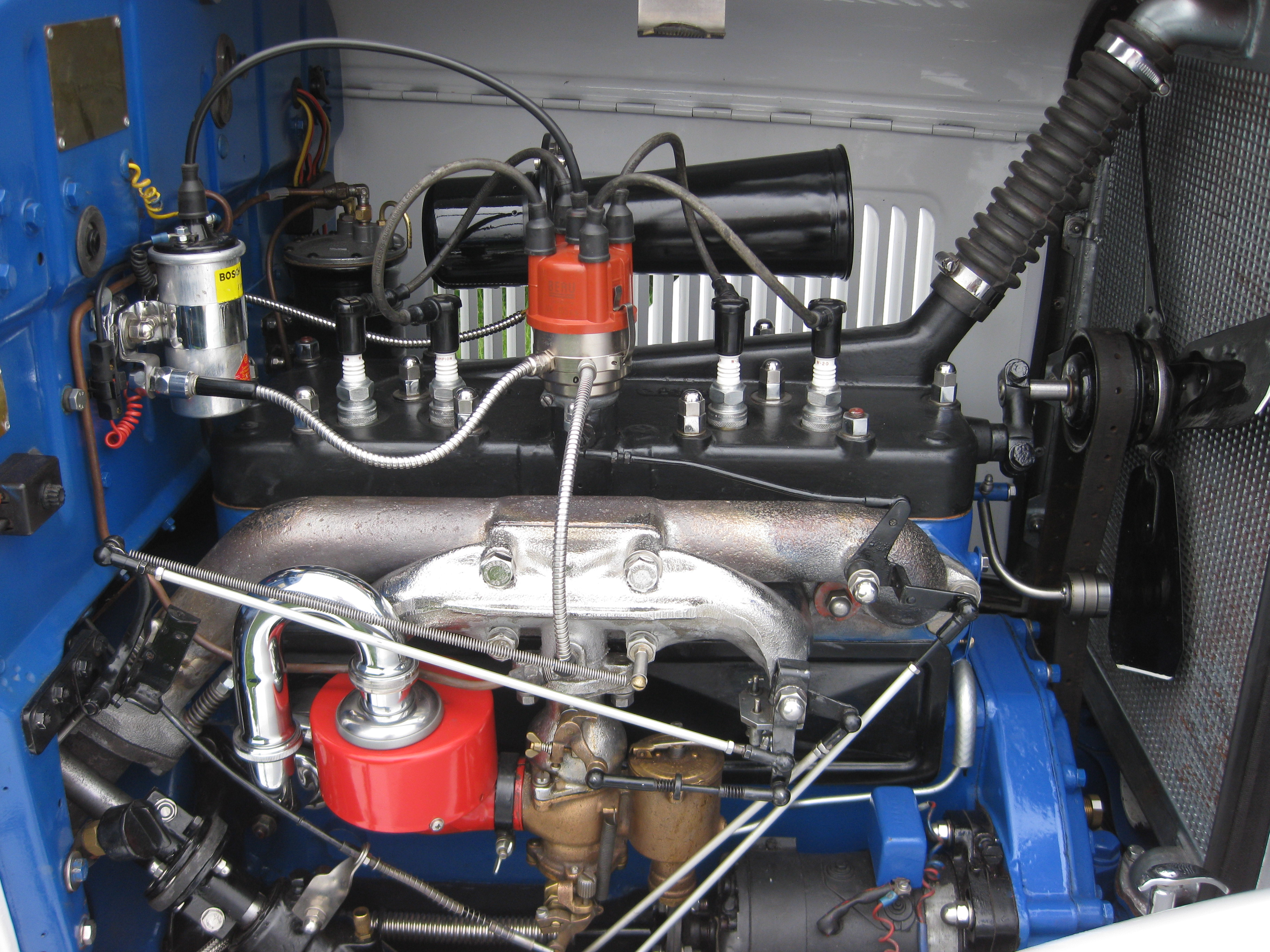
Dodge Fast Four - silnik